# Hotchkiss Automitrailleuse

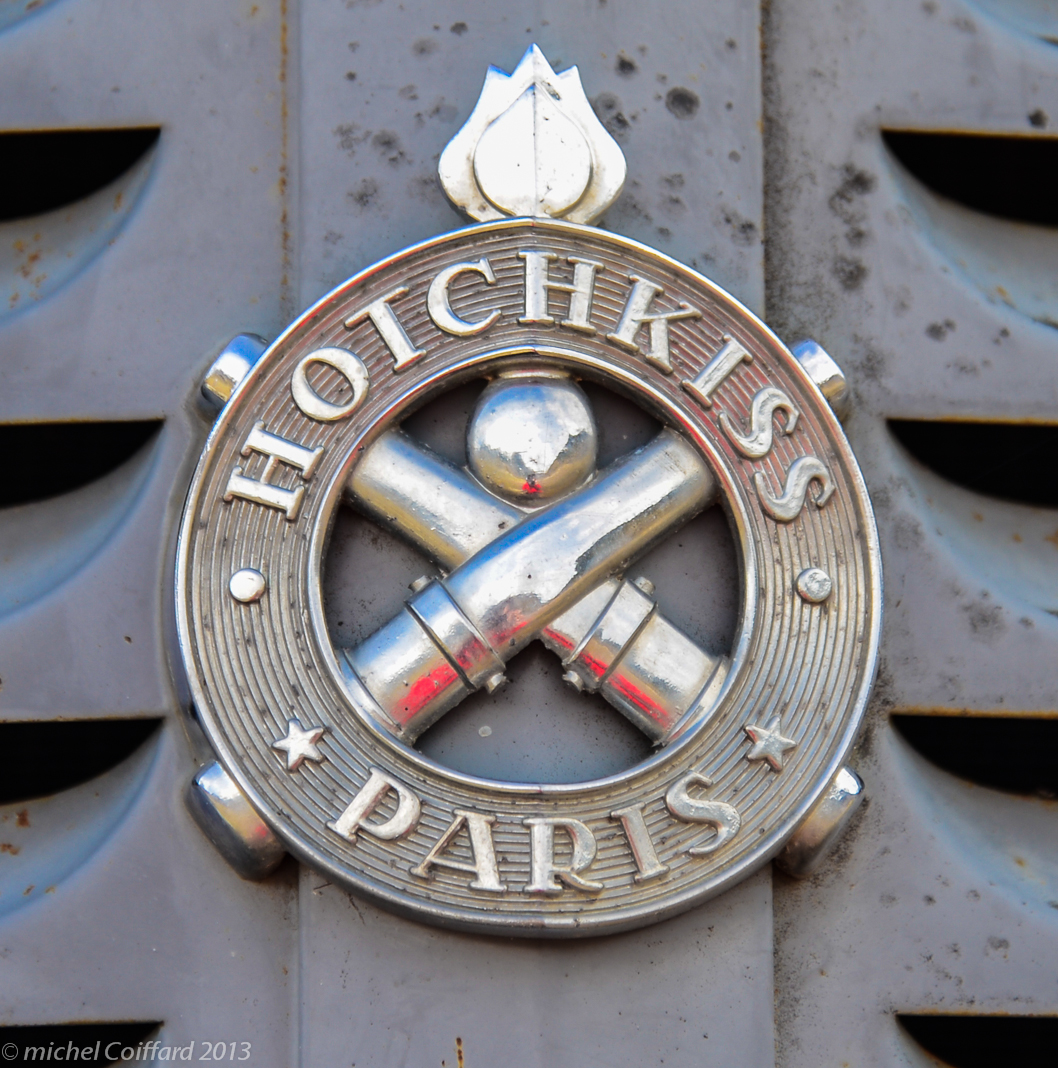
Hotchkisslogo, wie es an Automobilen von Hotchkiss angebracht wurde.

Die Hotchkiss Automitrailleuse ist ein früher Panzerwagen von Hotchkiss. Unter Automitrailleusen verstand und versteht man in Frankreich Automobile mit aufmontiertem Maschinengewehr. Sie sind/waren häufig ganz oder teilweise gepanzert.

## Modell von 1903
Im Jahr 1903 begann die französische Firma Hotchkiss et Cie, die bislang insbesondere auf dem Gebiet der leichten Geschütze und Maschinenwaffen reüssiert hatte, mit dem Automobilbau. Das erste Serienmodell von Hotchkiss, der Typ C (18HP) wurde probehalber mit einem MG versehen, das auf einem schwanenhalsförmigen Pivot montiert war. Die Bedienung konnte auf der Rücksitzbank Platz nehmen. Das Fahrzeug wurde auf dem Pariser Autosalon 1903 ausgestellt, militärisches Interesse erzeugte es – soweit bekannt – nicht. Vom Hotchkiss Typ C sind folgende Daten bekannt: 4 Zylinder, 4,6 Liter Hubraum, 18 PS. Das Fahrzeug war ungepanzert.

## Modell von 1908
1908 stellte Hotchkiss ein neues Modell vor: Auf dem Chassis des PKW Typ U (auch „40 HP“ genannt) wurde statt der Rücksitzbank ein Panzerturm mit um 360° drehbarem MG mit Schutzschild montiert, das übrige Fahrzeug war jedoch ungepanzert. In Frankreich selber erzeugte das Fahrzeug beim Militär keinerlei Interesse. Es wurde der spanischen Armee ebenso erfolglos vorgeführt.

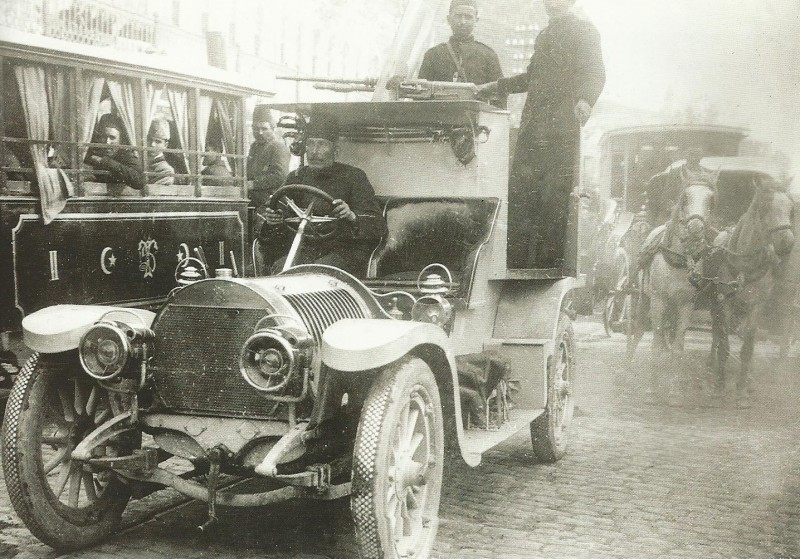
Hotchkiss Automitrailleuse, in der Türkei (1909).

Indessen bestellte die türkische Armee im März 1908 fünf Exemplare, die 1909 geliefert wurden: vier mit MG bewaffnete und ein unbewaffnetes.
Der Vierzylinder-Motor hatte eine Bohrung von 120 und einen Hub von 140 mm, mithin einen Hubraum von 6.334 cm³, und leistete 40 PS. Das MG hatte ein Kaliber von 7,65 mm. Die Panzerung des Turmes betrug 3 mm und konnte von jeder Kugel auf fast jede Entfernung durchschlagen werden. Über den militärischen Einsatz dieser Fahrzeuge (z. B. in den Balkankriegen) ist nichts bekannt.
Auch in der Folgezeit widmete sich Hotchkiss immer wieder dem Bau gepanzerter Fahrzeuge, bekannt sind beispielsweise der Hotchkiss H-39 aus dem Zweiten Weltkrieg oder der Schützenpanzer kurz der Bundeswehr.